# Erythrolamprus bizonus
Erythrolamprus bizonus är en ormart som beskrevs av Jan 1863. Erythrolamprus bizonus ingår i släktet Erythrolamprus och familjen snokar. IUCN kategoriserar arten globalt som livskraftig. Inga underarter finns listade i Catalogue of Life.
Arten förekommer i Costa Rica, Panama, Colombia och Venezuela. Den vistas i låglandet och i bergstrakter upp till 2000 meter över havet. Habitatet utgörs av torra och fuktiga skogar. Erythrolamprus bizonus jagar andra ormar och ödlor.